# Gud dig följe, tills vi möts igen
Gud dig följe, tills vi möts igen är en sång med text från 1882 av Jeremiah Eames Rankin och med musik av William Gould Tomer.

## Publicerad i
- Musik till Frälsningsarméns sångbok 1907 som nr 212.
- Frälsningsarméns sångbok 1929 som nr 556 under rubriken "Högtider och särskilda tillfällen - Farväl".
- Frälsningsarméns sångbok 1968 som nr 658 under rubriken "Farväl".
- Frälsningsarméns sångbok 1990 som nr 683 under rubriken "Framtiden och hoppet".
- Sions Sånger 1981 som nr 52 med en bearbetning av texten i "Gud är med er tills vi möts igen!" av Elis Sjövall under rubriken "Församlingen".